# 祖國支那事件
祖國支那事件，簡稱祖國事件，是1936年臺灣在台灣日治時期發生的政治事件。臺灣門閥霧峰林家當主林獻堂，因曾稱中國為祖國，1936年在台中被日本人流氓掌摑羞辱，爾後加上媒體的渲染，造成林獻堂在臺灣備受歧視，主動辭去所有政治職務，避居日本東京。此事件被後世認為是由日本軍方刻意製造的事件。

## 事件概述
1936年3月，林獻堂與其兄林階堂、次子林猶龍等人參與由《台灣新民報》組成的華南考察團，至中國華南各行省考察。遊歷廈門、福州、汕頭、香港、廣東、上海等地。林獻堂在上海的歡迎會上致謝辭時，說了一句「我們回到了祖國！」這個談話被轉報給臺灣軍司令。
1936年6月17日，台中州知事邀請林獻堂到台中公園參加「始政紀念日」慶祝園遊會。一名自稱為「愛國政治同盟會」成員的日本右翼浪人賣間善兵衛，阻擋他的去路，當眾質問林獻堂：「為什麼你在上海清國奴歡迎你的席上，說回到了祖國？」並當眾打了他一巴掌。
林獻堂報警處理，警方將賣間善兵衛移送台中地方法院檢察局開偵察庭。當時的台北地方法院法官判決不起訴，釋放賣間善兵衛。《台灣日日新報》一再報導此事，並加以渲染攻擊林獻堂。當時臺灣軍部氣勢甚張，參謀長荻洲立兵的權勢甚至凌駕臺灣總督府，一般相信，這個事件是由台灣軍部所發動。
林獻堂遭到一連串的批判，迫於時勢，宣佈辭去總督府評議會會員、臺灣地方自治聯盟及東亞共榮協會顧問、台灣新民報社常務董事等公職。次年，舉家七人避居日本東京。

## 外部連結
- 日本浪人毆打林獻堂，製造所謂「祖國支那事件」